# Новозахаркинское муниципальное образование (Духовницкий район)
Новозахаркинское муниципальное образование — сельское поселение в Духовницком районе Саратовской области Российской Федерации.
Административный центр — село Новозахаркино.

## История
Статус и границы сельского поселения установлены Законом Саратовской области от 27 декабря 2004 года № 92-ЗСО «О муниципальных образованиях, входящих в состав Духовницкого муниципального района».

## Население
| 2010  | 2011  | 2012  | 2013  | 2014  | 2015  | 2016  |
| ----- | ----- | ----- | ----- | ----- | ----- | ----- |
| 1340  | ↘1335 | ↘1323 | ↘1319 | ↘1291 | ↘1232 | ↘1207 |
| 2017  | 2018  | 2019  | 2020  | 2021  |       |       |
| ↘1177 | ↘1154 | ↘1111 | ↘1067 | ↘1043 |       |       |

## Состав сельского поселения
| № | Населённый пункт | Тип населённого пункта       | Население |
| - | ---------------- | ---------------------------- | --------- |
| 1 | Новозахаркино    | село, административный центр | ↘688      |
| 2 | Полеводинский    | посёлок                      | ↘570      |
| 3 | Тамбовский       | посёлок                      | ↘82       |

В 2019 году из перечня населённых пунктов была исключена деревня Грачи.

## Известные уроженцы
- Ерошкин, Валентин Кириллович  (1925—1997) — участник Великой Отечественной войны, Герой Советского Союза (1945).
- Кулагин, Иван Яковлевич (1901—1974) — советский военачальник, генерал-майор.